# Institut d'Egipte
L'Institut d'Egipte (àrab: المجمع العلمي المصري, al-Majmaʿ al-ʿilmī al-miṣrī, ‘Acadèmia científica egípcia’) és una institució intel·lectual i científica d'Egipte, fundada per Napoleó Bonaparte el 20 d'agost de 1798 al Caire.

## Etapa napoleònica
L'Institut d'Egipte va iniciar les seves activitats el 1798 sota la presidència de Gaspard Monge, sota el consell de la Comissió de Ciències i Arts de l'expedició francesa. Napoleó en fou el vicepresident, Joseph Fourier el secretari i Costaz el vicesecretari.
L'Institut es reunia al palau Hassan Kashif on treballaven els savis, artistes i l'elit dels oficials francesos, i tenia quatre seccions (amb una previsió de 12 membres per cadascuna, xifra a la que no es va arribar):
- Matemàtiques (12 membres incloent Napoleó Bonaparte, Costaz, Fourier, Malus i Monge)
- Ciències físiques i naturals (10 membres incloent Berthollet, Desgenettes, Dolomieu i Geoffroy-Saint Hilaire).
- Economia política (6 membres incloent Cafarelli i Tallien)
- Literatura i belles arts (8 membres entre els quals Denon i Rahib)

Tots els membres foren francesos, excepte l'egipci Raphaël Antun Zakhur Rahib, sacerdot grec catòlic.
De l'Institut depenia una impremta dirigida per l'orientalista Marcel. Les seves observacions i documents foren la font bàsica del coneixement del país a Occident al final del segle xviii i començament del XIX. Va tenir la darrera reunió, la quaranta-setena, el 21 de març de 1801.

## Etapa actual
Després de 35 anys d'inactivitat, el 1836 va reprendre activitat sota el nom de Societat Egípcia, sota l'impuls de savis francesos, alemanys i britànics. El 6 de maig de 1859, sota el patronat del virrei d'Egipte Muhammad Said Pasha, es va fundar a Alexandria l'Institut Egipci, continuador de la tradició cultural de l'Institut d'Egipte. Savis europeus i egipcis hi van participar en peu d'igualtat (destacant Gaston Maspero i Auguste Mariette entre els europeus, i Ahmad Kamal i Ahmad Zaki Pasha entre els egipcis). El 1880 fou traslladat novament al Caire. El centre va recuperar el nom d'Institut d'Egipte l'1 de novembre de 1918 amb uns nous estatuts que preveien 50 membres residents a Egipte, i un màxim de 100 membres honoraris. Des de 1859 publica un Butlletí i unes memòries periòdiques, en àrab, francès o anglès. Adaptats els seus estatuts a les posteriors modificacions legislatives, encara continua treballant.